# Whitewater (Kansas)
Whitewater é uma cidade localizada no estado americano de Kansas, no Condado de Butler.

## Demografia
Segundo o censo americano de 2000, a sua população era de 653 habitantes.
Em 2006, foi estimada uma população de 641, um decréscimo de 12 (-1.8%).

## Geografia
De acordo com o United States Census Bureau tem uma área de
0,9 km², dos quais 0,9 km² cobertos por terra e 0,0 km² cobertos por água. Whitewater localiza-se a aproximadamente 418 m acima do nível do mar.

## Localidades na vizinhança
O diagrama seguinte representa as localidades num raio de 20 km ao redor de Whitewater.